# Lubieszowa
Lubieszowa (błędnie Lubieszewa) – struga w północno-zachodniej Polsce, w woj. zachodniopomorskim, prawobrzeżny dopływ Regi, przepływa przez Jezioro Łopianowskie. Na przeważającej długości stanowi granicę pomiędzy gminami Płoty i Brojce. Wpływa do rzeki Regi poniżej Gryfic na zachód od Kowalewa. Długość strugi wynosi 14,3 km.
W 2009 r. przeprowadzono badania jakości wód Lubieszowej w punkcie przy moście drogi wojewódzkiej nr 105. W ich wyniku oceniono elementy fizykochemiczne poniżej stanu dobrego. W ogólnej dwustopniowej ocenie stwierdzono zły stan wód Lubieszowej. 
Jest to jeden z ważniejszych dopływów Regi w którym rokrocznie odbywają tarło pstrągi potokowe, trocie i łososie. Zamieszkuje go szereg gatunków chronionych między innymi głowacz białopłetwy, śliz, skójka gruboskorupowa.
Struga swą nazwę wzięła od pobliskiej wsi Lubieszewo.
Nazwę Lubieszowa wprowadzono urzędowo w 1948 roku, zastępując poprzednią niemiecką nazwę Lübsow Bach.